# عبد الملك باعلوي
عبد الملك باعلوي إمام وتاجر من سلالة آل باعلوي بحضرموت. هاجر من موطنه وقصد بلاد الهند واستقر بها، وحصل له جاه عظيم بين أهلها. وإليه تنتسب ذرية آل عظمة خان العلويين.

## نسبه
عبد الملك بن علوي عم الفقيه المقدم بن محمد صاحب مرباط بن علي خالع قسم بن علوي بن محمد بن علوي بن عبيد الله بن أحمد المهاجر بن عيسى بن محمد النقيب بن علي العريضي بن جعفر الصادق بن محمد الباقر بن علي زين العابدين بن الحسين السبط بن علي بن أبي طالب، وعلي زوج فاطمة بنت محمد ﷺ.
فهو الحفيد 16 لرسول الله محمد ﷺ في سلسلة نسبه.

## مولده ونشأته
ولد بقرية قسم بحضرموت، ووالده علوي صاحب العلم والفضل الذي دسّ له السم مرارا حاكم تريم خشية من نفوذه في الشعب.

## هجرته
ولما تدهورت الأوضاع في حضرموت اقترح عبد الملك على أبيه أن يهاجر إلى الهند وينشئ بها قاعدة تجارية للعائلة في حال اضطر أفرادها إلى مغادرة حضرموت، فوافق الأب واتجه عبد الملك بصحبة مرافقيه إلى ميناء الشحر حيث ركبوا سفينة متجهة إلى كوجرات بالهند وكان ذلك في أواخر القرن السادس الهجري. وقد اختار التوجه إلى كوجرات لوجود جاليات إسلامية كبيرة فيها، ولأنها صارت، منذ الفتح الإسلامي للهند والسند، مركزا تجاريا رئيسيا من مراكز التجارة إلى الصين وبلاد الصنف وجزائر سولو.
بعد وصوله إلى كوجرات تعرف على تجار عرب مقيمين فيها، واتفق معهم على العمل سوية في التجارة البحرية مع جزر الهند الصينية، وأناب ابنه عبد الله مكانه لمتابعة أمور التجارة في حين التفت هو إلى الدعوة إلى الإسلام والاتصال بقصور الأمراء والسلاطين تعزيزًا لعلاقته مع الحكام الهنود. واستطاع أن يقيم علاقة قوية مع السلطان ناصر الدين شاه الذي قربه منه كثيرا وجعله من خلصائه عندما علم بنسبه الشريف المتصل بأهل البيت، لا بل إنه خلع عليه لقب الأمير.

## ذريته
لديه أربعة من الأولاد، ابنتان: زينب وفاطمة، وابنان: عبد الله ومن ذريته من هاجر إلى بلاد الصنف وجزر الهند الشرقية، وعلوي وذريته انتشرت في أنحاء الهند.

## وفاته
توفي بنصير أباد بالهند.

### استشهادات
1. ↑  Subchi, Imam (Dec 2019). "The History of Hadrami Arabic Community Development in Southeast Asia". Epistemé: Jurnal Pengembangan Ilmu Keislaman (بالإنجليزية). Indonesia: UIN Syarif Hidayatullah Jakarta. Vol. 14, no. 2. pp. 229–256. DOI:10.21274/epis.2019.14.2.229-256.
2. ↑  القضماني، محمد ياسر (2014). السادة آل باعلوي وغيض من فيض أقوالهم الشريفة وأحوالهم المنيفة. دمشق، سوريا: دار نور الصباح. ص. 286.
3. ↑  بلفقيه، علوي بن محمد (1415 هـ). من أعقاب البضعة المحمدية الطاهرة. المدينة المنورة، السعودية: دار المهاجر. ج. الجزء الأول. ص. 72. {{استشهاد بكتاب}}: تحقق من التاريخ في: |تاريخ= (مساعدة)
4. ↑  المشهور، عبد الرحمن بن محمد (1404 هـ). شمس الظهيرة (PDF). جدة، المملكة العربية السعودية: عالم المعرفة. ج. الجزء الثاني. ص. 521. مؤرشف من الأصل (PDF) في 2 يناير 2020. {{استشهاد بكتاب}}: تحقق من التاريخ في: |تاريخ= (مساعدة)